# Primer ministro de Dominica
El primer ministro de la Mancomunidad de Dominica es el jefe de Gobierno en dicha República caribeña. Nominalmente, el puesto se creó el 3 de noviembre de 1978 cuando Dominica se independizó del Reino Unido, que hasta ese momento el cargo existía de facto como el nombre de Premier.

## Lista de primeros ministro

### Ministros Jefes de Dominica (1960-1967)
| N.º | Retrato | Nombre                            | Elección | Mandato             | Mandato                | Partido político |
| N.º | Retrato | Nombre                            | Elección | Inicio              | Final                  | Partido político |
| --- | ------- | --------------------------------- | -------- | ------------------- | ---------------------- | ---------------- |
| 1   |         | Edward Oliver LeBlanc (1923–2004) | 1970     | 1 de marzo de 1967  | 27 de julio de 1974    | DLP              |
| 2   |         | Patrick John (1938–2021)          | 1975     | 28 de julio de 1974 | 2 de noviembre de 1978 | DLP              |

### Primeros ministros de Dominica (1967-presente)
| N.º | Retrato | Nombre                      | Elección                 | Mandato                | Mandato              | Partido político |
| N.º | Retrato | Nombre                      | Elección                 | Inicio                 | Final                | Partido político |
| --- | ------- | --------------------------- | ------------------------ | ---------------------- | -------------------- | ---------------- |
| 1   |         | Patrick John (1938–2021)    | —                        | 3 de noviembre de 1978 | 25 de junio de 1979  | DLP              |
| —   |         | Oliver Seraphin (1943-)     | —                        | 25 de junio de 1979    | 21 de julio de 1980  | DDLP             |
| 2   |         | Eugenia Charles (1919–2005) | 1980 1985 1990           | 21 de julio de 1980    | 14 de junio de 1995  | DFP              |
| 3   |         | Edison James (1943-)        | 1995                     | 14 de junio de 1995    | 3 de febrero de 2000 | UWP              |
| 4   |         | Rosie Douglas (1941–2000)   | 2000                     | 3 de febrero de 2000   | 1 de octubre de 2000 | DLP              |
| 5   |         | Pierre Charles (1954–2004)  | —                        | 1 de octubre de 2000   | 6 de enero de 2004   | DLP              |
| —   |         | Osborne Riviere (1932–2017) | —                        | 6 de enero de 2004     | 8 de enero de 2004   | DLP              |
| 6   |         | Roosevelt Skerrit (1972-)   | 2005 2009 2014 2019 2022 | 8 de enero de 2004     | En el cargo          | DLP              |